# Emil Oberle
Emil Josef Oberle (* 16. November 1889 in Karlsruhe; † 25. Dezember 1955 ebenda), auch „Mile“ genannt, war ein Fußballspieler des Karlsruher FC Phönix.

## Karriere
In der Saison 1907/08 kam der Linksaußen aus der Jugend in die erste Mannschaft des FC Phönix. In der A-Klasse Mittelbaden bestimmte der Karlsruher FV das Bild und Meister in Süddeutschland wurde Kickers Stuttgart. In seinem zweiten Jahr in der Ersten bei Phönix, dem ersten Jahr einer regionalen Konzentration, errangen die „Blau-Schwarzen“ mit einem Punkt vor Kickers Stuttgart die Meisterschaft in der Südkreisliga. Der 1. FC Pforzheim und der KFV folgten dahinter. Die Freiburger und Mannheimer Vertreter hatten keine Chance in der Meisterschaft. Dem Titelgewinn der süddeutschen Meisterschaft vor dem 1. FC Nürnberg folgte dann der Triumph im Endspiel um die deutsche Fußballmeisterschaft 1909. Emil Oberle und seine Mannschaftskollegen gewannen mit 4:2 Toren gegen den Titelverteidiger Viktoria 89 Berlin das Finale am 30. Mai in Breslau.
Knappe zwei Monate zuvor, am 4. April 1909, hatte Oberle seinen Einstand in der Nationalmannschaft des DFB erlebt. In seiner Heimatstadt Karlsruhe gelang mit 1:0 Toren gegen die Schweiz der erste Erfolg der deutschen Mannschaft im sechsten Länderspiel. Es war die „süddeutsche Auswahl“, die „Norddeutsche“ erkämpfte am gleichen Tag in Budapest gegen Ungarn im offiziellen fünften Länderspiel mit 3:3 ein Unentschieden. Nach seinem Länderspieldebüt hatte Oberle eine fast dreijährige Pause in der Nationalmannschaft.
Mit seiner Mannschaft lieferte er sich 1909/10 ein Kopf-an-Kopf-Rennen mit dem Karlsruher FV in der Südkreisliga. Im Halbfinale um die deutsche Meisterschaft setzten sich die Mannen um Max Breunig, Gottfried Fuchs und Julius Hirsch mit einem knappen 2:1-Erfolg gegen Oberles Phönix durch.

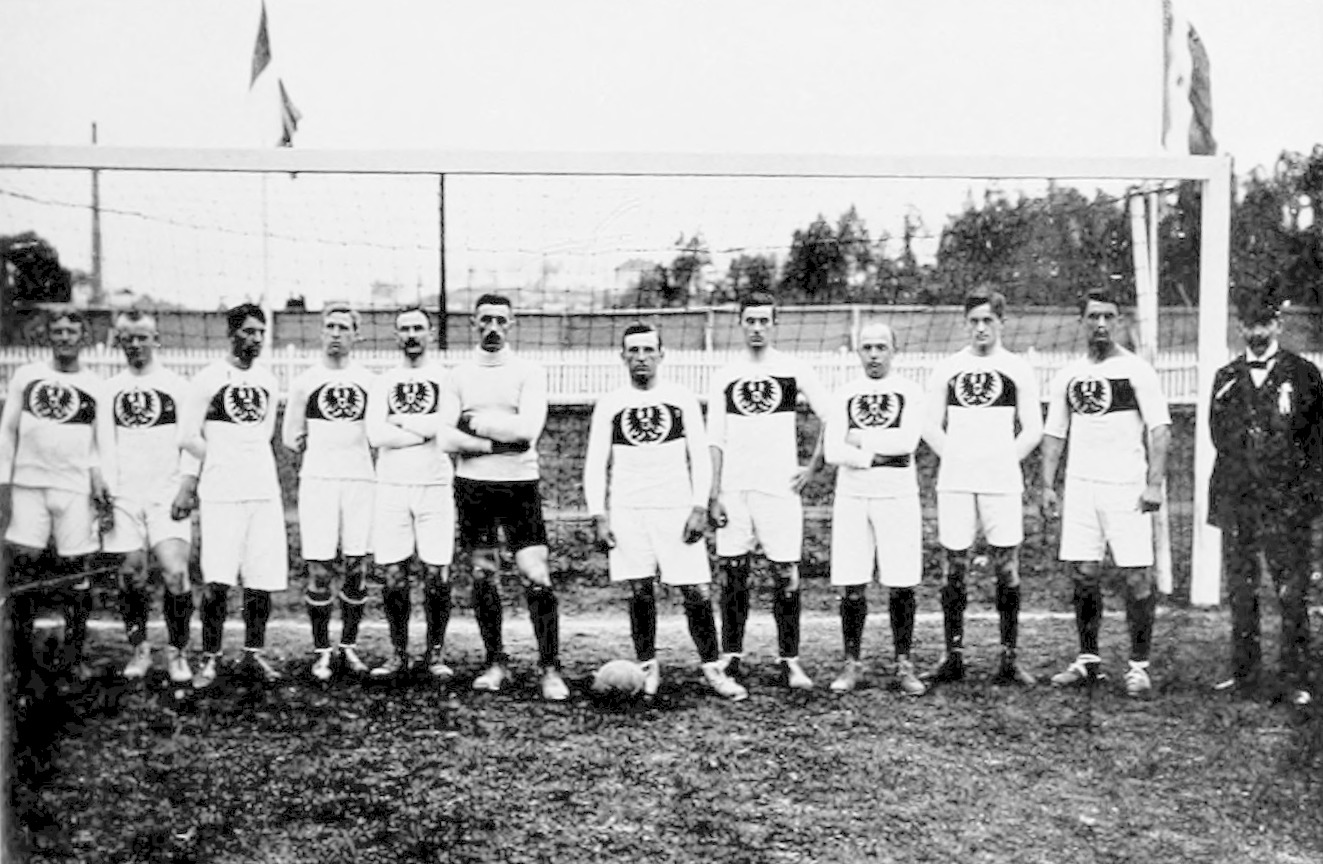
Emil Oberle (4. v. r.) mit der deutschen Fußballnationalmannschaft am 1. Juli 1912

In den nächsten Jahren erlebte der linke Flügelstürmer mit seinem Verein keine nennenswerten Erfolge mehr, der KFV dominierte. Persönlich brachten ihm aber in der Runde 1911/12 vier weitere Berufungen in die Nationalmannschaft doch sichtbare Anerkennung für seine Leistung im Verein. Am 24. März 1912 in Zwolle beim 5:5 gegen Holland bildeten Karl Wegele und Emil Oberle von Phönix das Flügelpaar und versorgten vom Flügel den KFV-Innensturm mit Förderer, Fuchs und Hirsch mit verwertbaren Flanken. In einem Spielbericht wird festgehalten: „Um so häufiger Mittelläufer Breunig die beiden Phönix-Flügelstürmer einsetzte, um so mehr Torgelegenheiten boten sich. Traumhaft schöne Kombinationen über die schnellen und trickreichen Wegele und Oberle brachten eine Torchance nach der anderen.“ Auch im letzten Olympiatest am 5. Mai 1912 in St. Gallen gegen die Schweiz, beim 2:1-Sieg, bildeten Wegele und Oberle das Flügelpaar der Nationalmannschaft.
Beim Startspiel der Olympischen Spiele 1912 in Stockholm am 29. Juni fehlte Emil Oberle aber. Man riss den KFV-Innensturm auseinander und stellte Julius Hirsch auf den ungeliebten linken Flügel. In den zwei folgenden Spielen gegen Russland und Ungarn kam Oberle dann doch noch zu Spielen während des Olympiaturniers. Damit kam Emil Oberle zu fünf Länderspielen und einem Tor. Er bildete mit seinem Vereinskollegen Karl Wegele die wohl beste Flügelzange seiner Zeit in Deutschland. Um dieses Duo zweier exzellenter Flügelstürmer wurde Phönix Karlsruhe in der Pionierzeit des deutschen Fußballs beneidet.
Ab 1913 zog sich Oberle, der auch in der Karlsruher Stadtauswahl spielte, nicht jedoch in der süddeutschen Auswahl, aus der ersten Mannschaft von Phönix zurück, zumal der Bankfachmann beruflich außerhalb Karlsruhes engagiert war.

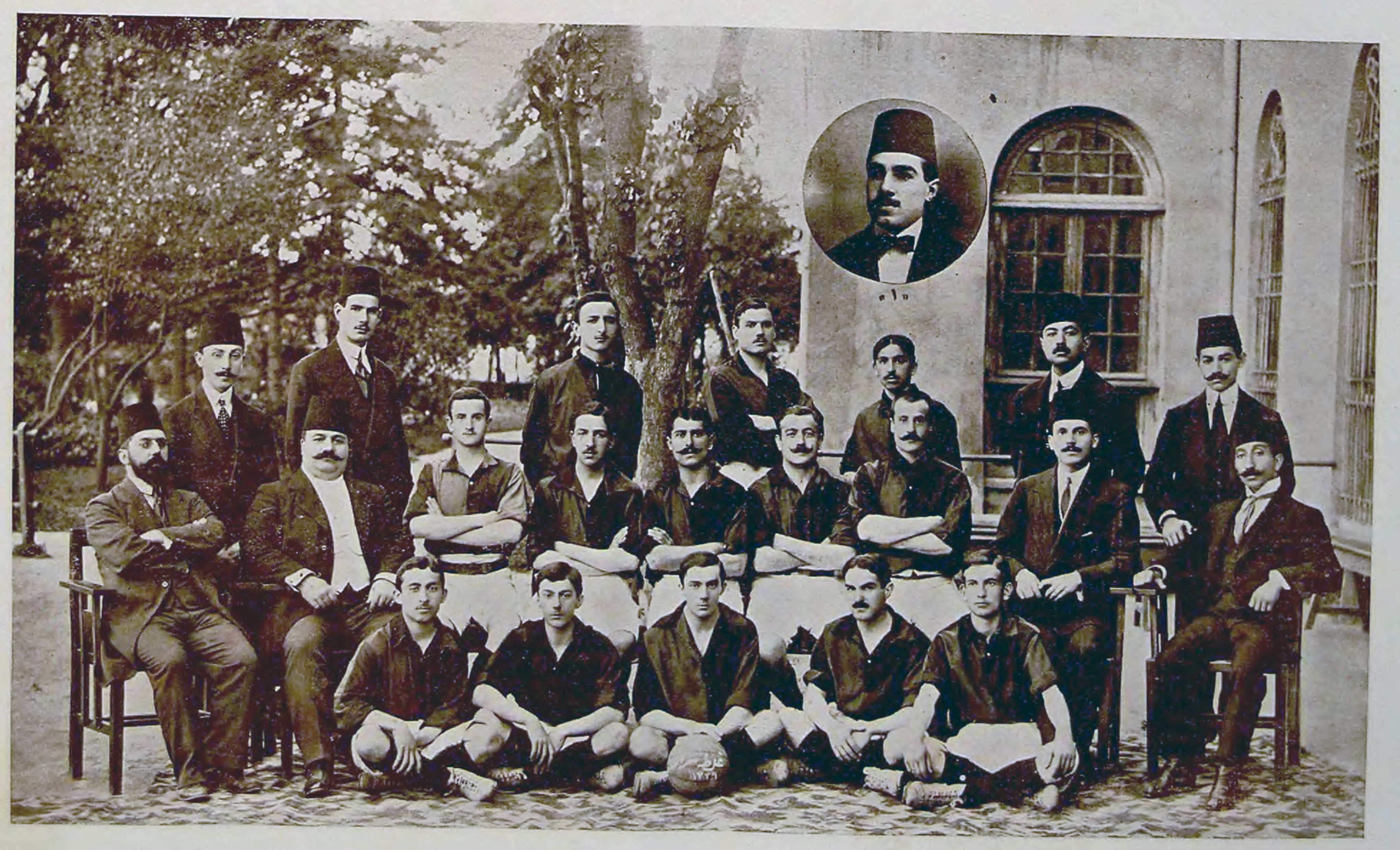
Emil Oberle (3. v. l.; sitzend), Joseph Oberle (2. v. l.; sitzend) mit Spielern von Galatasaray Istanbul 1914

Emil Oberle war ab 1912 im Zuge der „Bagdadbahn“-Projekte als Bankier in Istanbul tätig. Dadurch ergab sich sein Engagement als Fußballspieler von Galatasaray Istanbul. Bis 1918 spielte Oberle bei Galatasaray Istanbul und schoss u. a. jeweils zwei Tore in den Derbys gegen Fenerbahçe Istanbul am 4. Mai 1913 sowie am 23. November 1913. Emils Bruder Joseph Oberle spielte ebenfalls in dieser Zeit bei Galatasaray Istanbul. Mit dem Ende des Ersten Weltkrieges kehrte Emil Oberle zurück nach Deutschland.
Im September 1921 sorgten die Brüder Emil und Joseph Oberle, auch aufgrund der Tatsache, dass sie der türkischen Sprache mächtig waren, für den ersten Transfer eines türkischen Fußballspielers nach Deutschland. In einem Hamburger Krankenhaus konnten sie den bei einem Testspiel am 20. September 1921 zwischen Galatasaray Istanbul und dem Hamburger SV schwer verletzten Spieler Bekir Refet überzeugen, bei Phönix Karlsruhe zu unterschreiben. Der Stürmer Bekir Refet wurde so zum ersten Auslandsfußballer der Türkei.

## Erfolge
- Deutscher Meister 1909
- Süddeutscher Meister 1909
- Südkreismeister 1909

## Sonstiges
Oberle gab anschließend seine Fußballkarriere auf und lebte in der Türkei, wo er sich zunächst am Bau der Bagdadbahn beteiligte und später in Istanbul als Direktor einer deutschen Bank tätig war. Zum 1. November 1933 trat er der NSDAP bei (Mitgliedsnummer 3.391.317). Im Mai 1951 initiierte er eine Türkei-Reise des VfB Mühlburg. Er starb während eines Besuchs in Karlsruhe Ende Dezember 1955 an den Folgen einer Embolie.